# 3834 ЗаппаФренк
3834 ЗаппаФренк (3834 Zappafrank) — астероїд головного поясу, відкритий 11 травня 1980 року.
Тіссеранів параметр щодо Юпітера — 3,372.
Названо на честь Френка Заппа (англ. Francis "Franc" Vincent Zappa, 1940 — 1993) — американського вокаліста, гітариста, клавішника, ударника, композитора, аранжувальника, автора текстів, продюсера, сценариста та режисера.